# Nicolas Hasler
Nicolas Hasler (* 4. Mai 1991 in Vaduz) ist ein liechtensteinischer Fussballspieler, der seit 2022 beim FC Vaduz unter Vertrag steht. Er ist der Sohn des ehemaligen Profi-Fussballers Rainer Hasler, der als einer der bedeutendsten Sportler Liechtensteins gilt, und der jüngere Bruder von Julien Hasler.

## Karriere
Hasler verbrachte seine Jugendkarriere beim FC Triesen und später beim FC Balzers. Nach einem einjährigen Engagement beim USV Eschen-Mauren wechselte er 2011 zum FC Vaduz. Sein Debüt gab er in der Challenge-League-Saison 2011/12 am ersten Spieltag gegen den FC St. Gallen. Hasler wurde nach der ersten Halbzeit eingewechselt und das Spiel ging mit 2:4 verloren. Am Ende der Saison stand man auf dem 8. Rang. In den Jahren 2013 bis 2017 konnte er mit dem FC Vaduz jeweils den Liechtensteiner Cup gewinnen und sich so für die UEFA Europa League qualifizieren, wo jedoch grössere Erfolge ausblieben. Der im Sommer 2017 auslaufende Vertrag mit dem FC Vaduz wurde nicht verlängert, da es zwischen den beiden Parteien keine Einigung gab.
Am 13. Juli 2017 gab der Toronto FC die Verpflichtung von Hasler bekannt. Gleich im ersten Jahr gewann er mit seinem Verein den MLS Cup. Zudem erreichte er mit dem Team 2018 das Endspiel der CONCACAF Champions League, welches Toronto erst im Elfmeterschiessen verlor. Am 20. Juli 2018 wechselte Hasler innerhalb der Major League Soccer zu Chicago Fire. Im März 2019 wurde Hasler nach nur 14 Spielen von seinem Verein freigestellt und wenig später von Sporting Kansas City unter Vertrag genommen. Im Januar 2020 kehrte er nach 9 Spielen der Major League Soccer den Rücken und wechselte in die Super League zum FC Thun. Am Ende der Saison stieg er mit seinem Verein in die zweitklassige Challenge League ab.

## Titel und Erfolge
FC Vaduz
- Liechtensteiner Cupsieger: 2013, 2014, 2015, 2016, 2017
- Meister der Challenge League: 2013/14

Toronto FC
- MLS Cup: 2017
- MLS Supporters’ Shield: 2017

## Auszeichnungen
- Liechtensteiner Nachwuchsfussballer des Jahres: 2011, 2012
- Liechtensteiner Fussballer des Jahres: 2015, 2017,[8] 2018